# Hlas krve
Hlas krve (v anglickém originále Flesh & Blood) je americký dramatický film z roku 1979. Režisérem filmu je Jud Taylor. Hlavní role ve filmu ztvárnili Tom Berenger, John Cassavetes, Suzanne Pleshette, Mitch Ryan a Denzel Washington.

## Ocenění
John Cassavetes byl za svou roli v tomto filmu nominován na cenu Emmy.

## Obsazení
| Tom Berenger      | Bobby Fallon   |
| John Cassavetes   | Gus Caputo     |
| Suzanne Pleshette | Kate Fallonová |
| Mitch Ryan        | Jack Fallon    |
| Denzel Washington | Kirk           |
| Anthony Charnota  | Freddie        |
| Ji-Tu Cumbuka     | Woody Shaw     |
| Kristin Griffith  | Michelle       |
| Luca Bercovici    | poslíček       |